# 马格达拉号胸墙浅水重炮舰
“马格达拉”号胸墙浅水重炮舰（HMS Magdala）是一艘英国皇家海军旗下地狱犬级胸墙浅水重炮舰，专门建造用于19世纪60年代末孟买港的沿海防御。该舰是由印度事务部为孟买海军订购的，但最初的设计方案被认为过于昂贵，于是被更改为更便宜的方案。除了射击练习之外，“马格达拉”号的整个服役生涯都待在孟买港。该舰最终于1903年被出售并拆解。

## 设计和描述
1866年7月，印度事务部要求建造两艘浮动炮台以保卫孟买。海军审计官、海军中将斯宾塞·罗宾逊建议采用浅水重炮舰。他推荐设计一种装备有12英寸（305）装甲带和15英寸（381毫米）炮塔防护装甲的舰体，装备有尽可能大口径的火炮，造价为22万英镑。但印度事务部认为这一方案太贵了，于是下令重新修改设计方案直至造价降至13.24万英镑。
最终设计案的垂间长度为225英尺（68.6），舷宽为45英尺（13.7），深载时吃水深15英尺3英寸（4.65），排水量3,340長噸（3,390公噸）。舰上通常配备155名舰员。

### 推进器
“马格达拉”号有两台由拉文希尔公司制造的水平直动蒸汽机，每台分别驱动一具螺旋桨。舰上的锅炉的工作压力为30磅力每平方英寸（207千帕斯卡；2千克力每平方）。在1870年10月21日的海试中，舰载发动机总共产生了1,369匹指示馬力（1,021千瓦特）的动力，使最大航速达到了10.67節（19.76每小時；12.28英里每小時）。“马格达拉”号可装载220長噸（220公噸）煤，足以在10節（19每小時；12英里每小時）的速度下行程450海里（830；520英里）。

### 武器
地狱犬级舰只在每座手动操纵的炮塔中都安装了一组双联10英寸前装膛线炮，炮身重达18長噸（18公噸），使用重407英磅（184.6）的炮弹。该炮的炮口初速为1,365英尺每秒（416每秒），据称能够在100碼（91）处穿透标称为12.9英寸（330）的熟铁装甲。这种炮既能发射实心炮弹，也能发射爆炸炮弹。该舰于1892年进行了装备调整，重新安装了4门8英寸BL后膛炮。

### 装甲
地狱犬级胸墙浅水重炮舰都安装有完整的熟铁水线装甲带。其舰舯部厚度为8英寸（203），两端减薄至6英寸（152）。上层建筑和指挥塔都被8—9英寸（203—229）熟铁装甲遮盖，这也是其被称为“胸墙”的原因。炮塔正面装甲10英寸，侧面和后面为9英寸。所有的垂直装甲都由9—11英寸（229—279）的柚木支撑。甲板厚度为1.5英寸（38.1）背面10英寸(250毫米)柚木。

## 服役
“马格达拉”号于1868年10月6日由伦敦利姆思的泰晤士铁厂铺设龙骨。1870年3月2日该舰下水，同年11月完工。英国皇家海军以及建造者都认为该舰具备足够的适航性，能够安全地完成远洋航行。但海军上将乔治·亚历山大·巴拉德形容这些胸墙浅水重炮舰就像“骑在驴子上的全副武装的骑士，容易躲避但难以与之近距离作战”。在前往印度的交付航程中，“马格达拉”号被安装了三个临时桅杆，并在没有护航的情况下在隆冬航行。此后，该舰一直在孟买港服役，偶尔短期航行到海上进行射击练习。1903年1月该舰被作为废品出售。

## 脚注

### 引用
1. ↑  赵俊 (2020)，第327頁.
2. ↑  张恩东 (2018)，第60頁.
3. ↑  李昊 (2020a)，第142頁.
4. ↑  Brown (2003)，第57頁.
5. ↑  Parkes (1990)，第167頁.
6. 1 2  Roberts (1979)，第21頁.
7. 1 2  Silverstone (1984)，第165頁.
8. ↑  Ballard (1980)，第248–249頁.
9. ↑  Roberts (1979)，第6頁.
10. ↑  Parkes (1990)，第167–168頁.
11. ↑  Ballard (1980)，第219頁.
12. ↑  Parkes (1990)，第169頁.
13. ↑  Silverstone (1984)，第249頁.